# Dhoo
Dhoo är en flod på Isle of Man. Den början i Marown och flyter sedan österut mot Douglas. Alldeles utanför Douglas rinner den ihop med floden Glass och bildar floden Douglas. Den fortsätter vidare ut till havet genom Douglas hamn. Dhoo betyder på manx 'svart' eller 'mörk'.